# Усукана двойка
Усукана двойка е вид комуникационен кабел. Представлява една или няколко двойки изолирани проводници, усукани заедно (с малък брой навивки на единица дължина), покрити с пластмасова обвивка.
Усукването на проводниците се прави, за да се увеличи степента на свързване между проводниците на една двойка и да се постигне еднаква дължина на всеки от проводниците в двойката (електромагнитните смущения засягат еднакво и двата проводника на двойката) и последващото намаляване на електромагнитните смущения от външни източници, както и взаимните смущения по време на предаване на диференциални сигнали. За да се намали връзката между отделните двойки от кабела (периодично приближаване на проводниците от различни двойки), в кабелите от категория 5 и по-висока проводниците на двойката се усукват с различни стъпки.
Усуканата двойка е един от компонентите на съвременните структурирани кабелни системи. Използват се в телекомуникациите и в компютърните мрежи в качестве физическа среда за предаване на сигналите в много технологии, като например Ethernet, Arcnet, Token ring, USB. В момента, поради ниската си цена и лесно инсталиране, усуканата двойка е най-разпространеното решение за изграждане на жични (кабелни) локални мрежи.
Кабелът се включва към мрежовите устройства чрез куплунга 8P8C.

## История
Първите телефони са използвали телеграфни линии или еднопроводни линии със заземителна верига, прекарани по открит начин. През 1880 г. в много градове са пуснати електрически трамваи, което създавало много шум в телефонните линии. Безполезно било да се спори, и телефонните компании преработват своите линии в балансирана схема, която има допълнителната полза от намаляване на затихването на сигнала.
Когато електропреносните линии стават по-разпространено явление, тези мерки се оказват недостатъчни. Телеграфните линии вървят паралелно на електропреносните линии, и в течение на няколко години растящото използване на електроенергия отново довежда до увеличение на смущенията, затова инженерите разработват метода на транспозиция (кръстосване) на проводниците, за да намалят смущенията до минимум.
При транспозицията на проводниците положението им се сменяло през определен брой опори (стълбове). По този начин двата проводника от балансираната двойка получавали аналогични смущения от електропреносната линия. Това представлявало ранна реализация на усукването със стъпка на кръстосване проводниците около четири кръстосвания на километър. Такива открити симетрични линии с периодични транспозиции са доживели до наши дни в някои селски райони.
Усуканата двойка е изобретена от Александър Бел през 1881 г. Към 1900 г. цялата американска мрежа от телефонни линии е или с усукани двойки, или с открити проводници с транспозиция за защита от смущения.